# Shiyu
Shiyu (kinesiska: 石鱼) är en köping i sydvästra Kina. Den ligger i stadsdistriktet Tongliang i storstadsområdet Chongqing, omkring 52 kilometer nordväst om det centrala stadsdistriktet Yuzhong. Antalet invånare är 14 050. Befolkningen består av 6 996 kvinnor och 7 054 män. Barn under 15 år utgör 16,0 %, vuxna 15-64 år 67 %, och äldre över 65 år 15,0 %.